# Thijs De Ridder
Thijs De Ridder (31 januari 2003) is een Belgisch basketballer.

## Carrière
De Ridder speelde in de jeugd van BC Cobras Schoten-Brasschaat voordat hij in 2013 zich bij de Antwerp Giants voegde. Hij speelde bij de Giants voor de tweede en derde ploeg. In het seizoen 2020/21 maakte hij zijn debuut voor de eerste ploeg van de Antwerp Giants en speelde tien wedstrijden. Het volgende seizoen speelde hij achttien wedstrijden voor de eerste ploeg. In 2022 speelde hij voor het eerst tegen zijn broer toen de Kortrijk Spurs tegen de Giants speelde in de beker van België.
In het seizoen 2022/23 kreeg hij van coach Ivica Skelin meer minuten en speelde ook een belangrijke rol in de bekerwinst. Aan het einde van het seizoen werd hij verkozen tot belofte van het jaar en BNXT League Sixth Man of the Year. Nadien stelde hij zich kandidaat voor de NBA Draft net zoals landgenoot Toumani Camara. Hij trok zich later terug uit de draft. In juni 2023 tekende hij een contract bij het Spaanse Bilbao Basket. Aan het einde van het seizoen 2023/24 stelde hij zich opnieuw kandidaat voor de NBA draft. Hij trok zich voor een tweede maal terug uit de draft. Hij won aan het einde van het seizoen 2024/25 de FIBA Europe Cup.
Hij ging voor het seizoen 2025/26 collegebasketbal spelen voor de Virginia Cavaliers.

### Nationale ploeg
Hij werd in 2023 geselecteerd samen met Xander Pintelon en Siebe Ledegen voor de WK-kwalificatiewedstrijd tegen het Verenigd Koninkrijk.

## Privéleven
Zijn broers Niels De Ridder en Lukas De Ridder werden ook basketballers.

## Erelijst
- Kampioen derde klasse: 2022
- Belgisch bekerwinnaar: 2023
- Belgisch belofte van het jaar: 2023
- BNXT League Sixth Man of the Year: 2023
- BNXT League Dream Team: 2023
- FIBA Europe Cup: 2025